# Хабр (национальный парк)

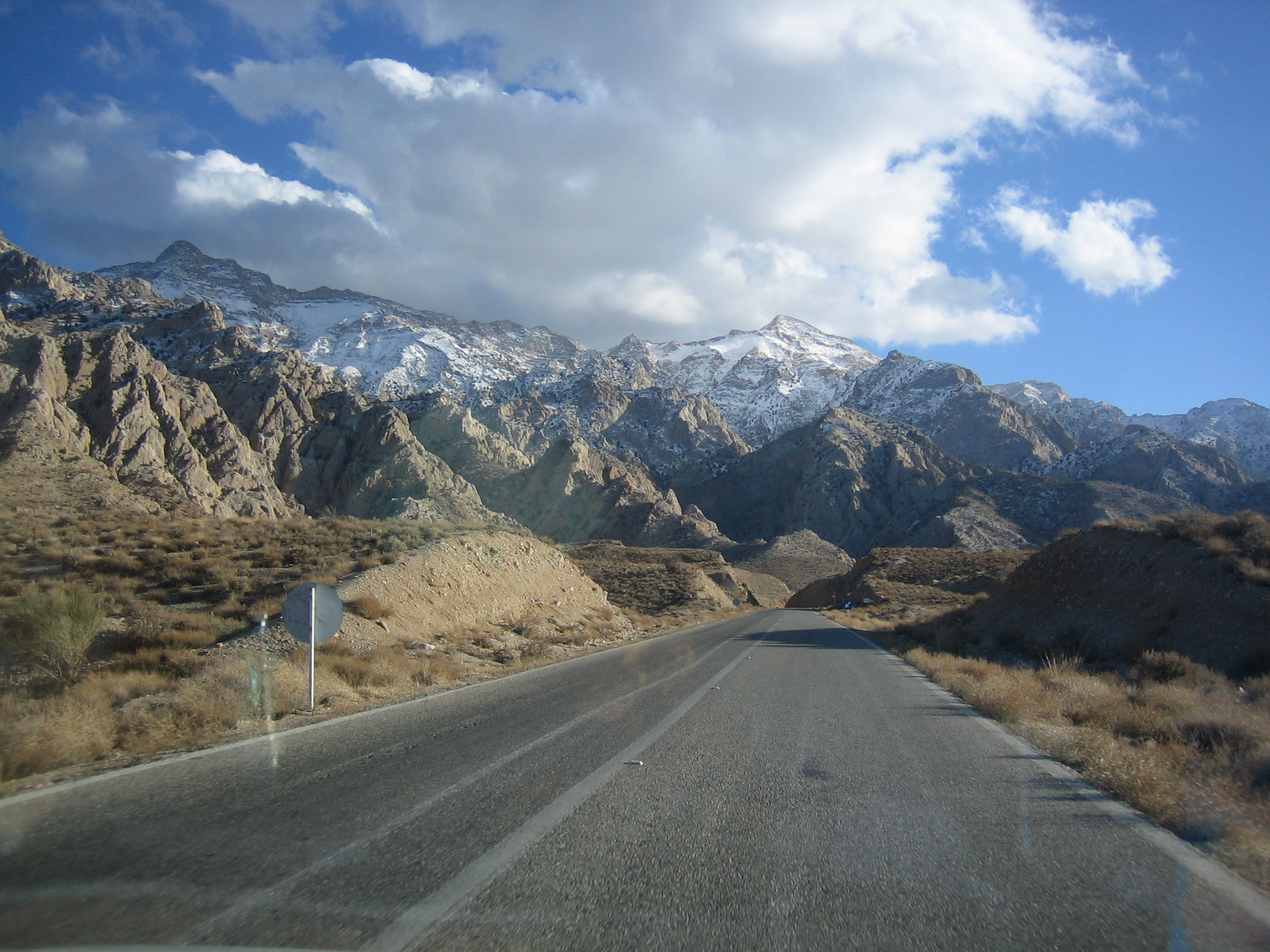
Национальный парк Хабр

Национальный парк Хабр и резервация дикой природы Ручун (англ. Khabr National Park and Ruchun Wildlife Refuge) — крупнейший национальный парк Ирана. В 1971 году данный район был внесён в список заповедных в Иране. В 1999 году около 150 тысяч гектаров были превращены в Национальный парк, оставшаяся часть объявлена резервацией дикой природы.

## География
Национальный парк Хабр и резервация дикой природы Ручун общей площадью более 170 тысяч гектаров представляют собой изумительный зелёный оазис в пустынном климате провинции Керман.
Парк состоит из труднопроходимых скалистых гор, глубоких ущелий, холмистых равнин, горных и равнинных лесов и степей. Такое разнообразное сочетание выгодно отличает этот парк от других природных достопримечательностей Ирана.
Наиболее существенную часть на севере национального парка Хабр занимают горы, общей площадью около 15 тысяч гектаров. Эти горы считаются богатой средой обитания различных растений. Три самые высотные вершины это: Чахбарф высотой 3845 метров, Бурдж-Шум (3750 м) и Сериту (3700 метров).
Этот район обладает сразу тремя климатическими зонами: холодной, умеренной и жаркой, и органично входит в структуру округа.

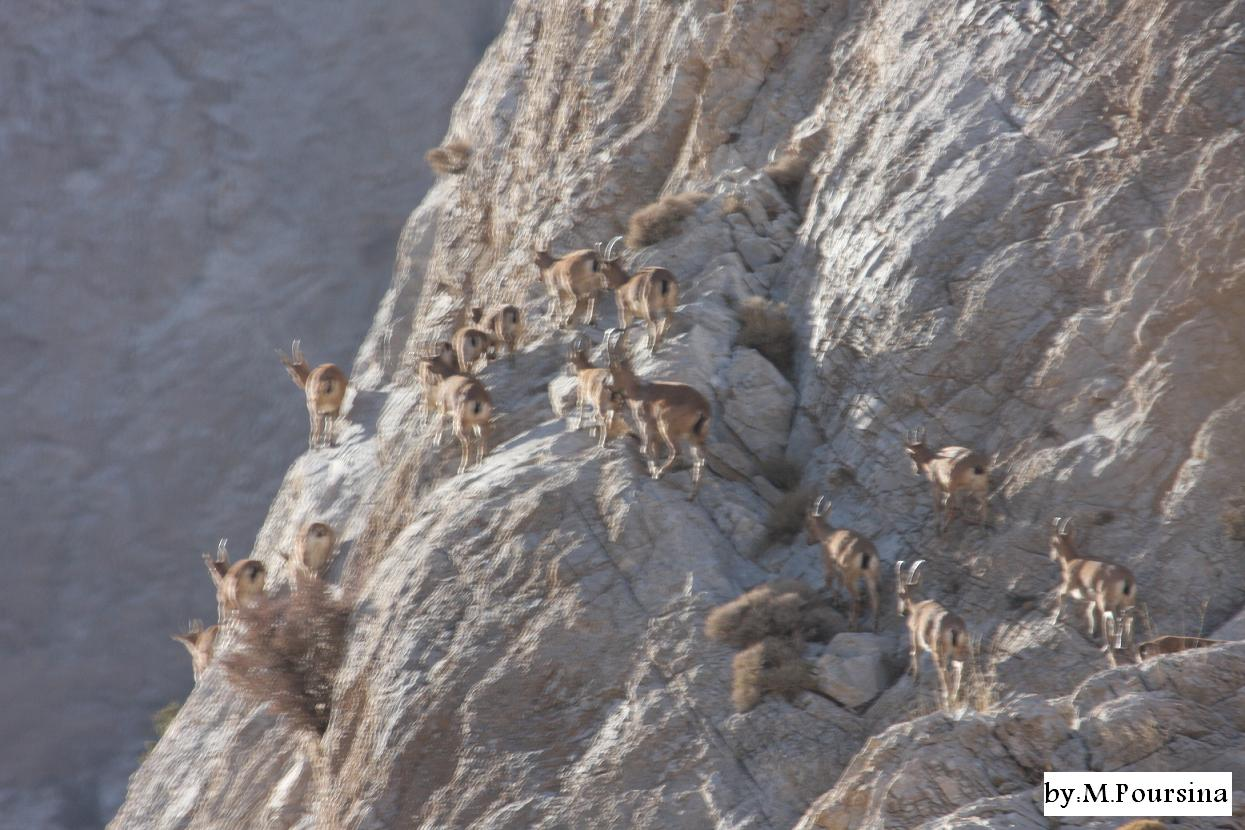

## Флора и фауна
Разнообразие и плотность растительного и животного мира в Национальном парке Хабр, наряду с общностью локальных экосистем и обитанием в них различных животных и растений, создали в этом парке неповторимые возможности для активного отдыха. Местная фауна представлена такими млекопитающими, как горный баран и горный козёл, иранская антилопа, леопард, волк и крот, а также птицами (вихляй, беркут, сипы, жаворонок).
Из растений наиболее часто встречаются дикая олива, держи-дерево, морская полынь, можжевельник, горный кипарис и астрагал. Вообще в этом районе насчитывается 6 видов растений, 15 млекопитающих и 20 птиц. Такое разнообразие флоры и фауны превратило Национальный парк Хабр в один из объектов ботанических и зоологических исследований и природного туризма в Иране.